# BooNo
BooNo（ブーノ）は、儀武ゆう子と二宮圭美による声優ユニット。2005年7月結成、2007年12月31日解散。なお、解散と同時に二宮は声優業からも引退している。
「こいこい7」での共演が結成のきっかけ。主に東京を中心に活動してきたが、2007年7月には大阪でライブを行い、8月には儀武の故郷である沖縄でツアーを開催した。

## メンバー
- 儀武 ゆう子（ぎぶ ゆうこ）

1981年1月28日生まれ、沖縄県出身。元氣プロジェクト所属。本名は儀武 祐子（読み同じ）
- 二宮 圭美（にのみや よしみ）

1980年10月7日生まれ、東京都出身。E-sprinG所属

## 出演

### インターネットラジオ
- BooNo育成計画152（ターゲット・イノベーション、2005年8月 - 2006年9月）
- BooNoの「た〜めりっくあわ〜」 （すときゃ!→BBstation、2006年10月 - 2007年12月）

### ゲスト
- かかずゆみの超輝け!大和魂!!（音泉）
- 名塚佳織のかもさん學園（音泉）
- おしゃべりやってまーす月曜日（K'z Station）

## ディスコグラフィー
シングルCDはターゲットeショップ限定発売。2ndシングルまでは品切れ。3rdシングル及びアルバムはAmazonから購入可能。

### シングル
1. プラスちっく☆マイナスちっく （2006年4月1日） NCA-3005
2. hana （2006年7月7日） NCA-3007
3. マシンガンハート （2007年4月18日） CABI-0701

### アルバム
1. 『Precious Days』（2007年8月22日）

## ライブ
- FAN FUN ランで BooNo♪ （2007年4月28日）
- BooNo&Millio in 大阪やで～!! （2007年7月15日）※ Millioとの合同ライブ。
- BooNoレコ発イベント兼『年に一度のPrecias Days～ところで圭美ちゃんいくつになったの？～』 （2007年10月7日）
- sorachoco村でciaoって挨拶叫BooNo!! （2007年11月18日）※ sorachoco、ciaoとの合同ライブ。
- なんでもやればいいじゃんVol.1 ツインガールズユニットライブ （2007年12月9日）※TWO-NYI、elements、ciaoとの合同ライブ。
- 歌姫祭2007-2008 未来への旅立ち（2007年12月31日）※ ラストライブ及びカウントダウンライブ